# Advocate

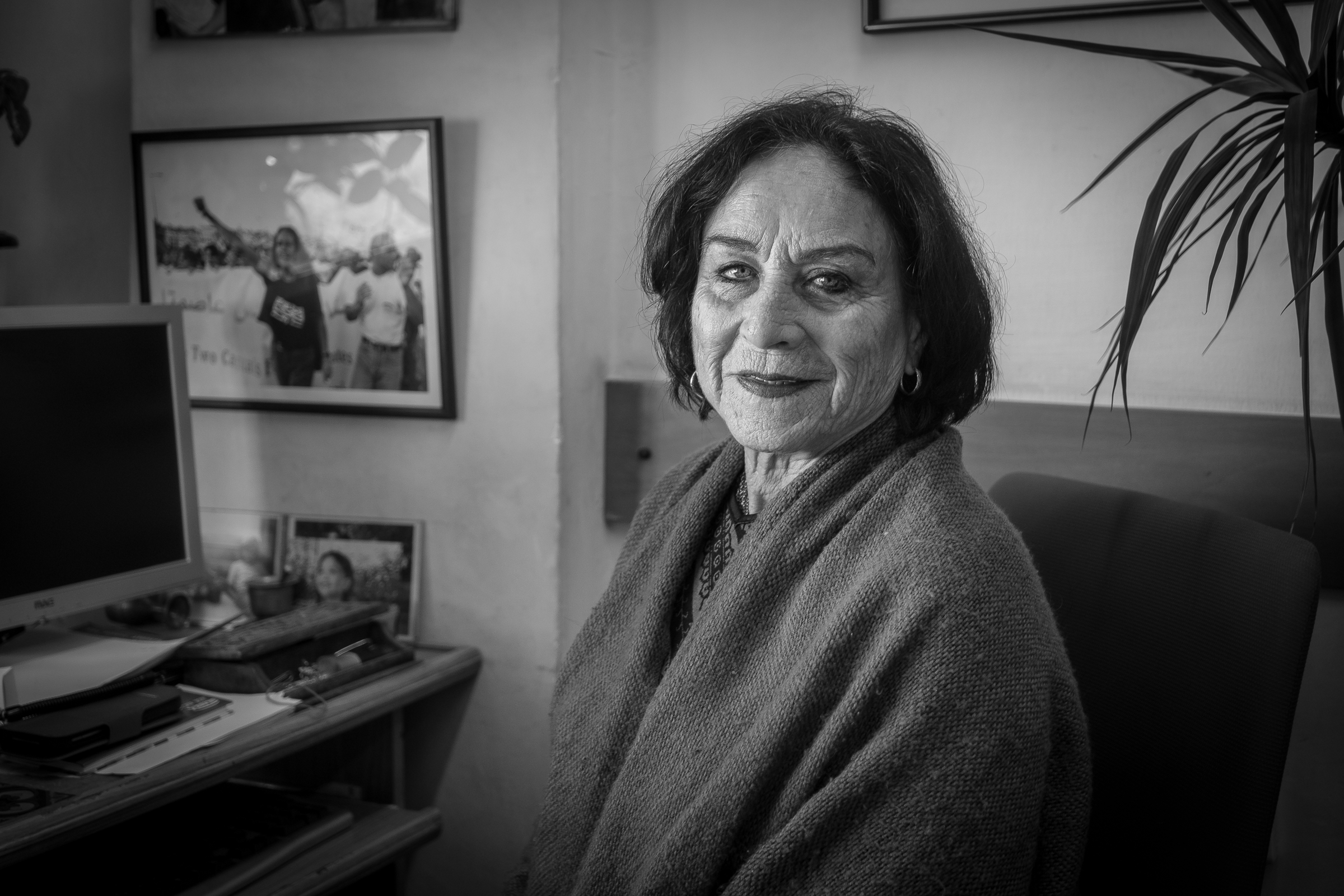
La pel·lícula segueix l'advocada de drets humans jueva-israeliana Lea Tsemel mentre navega pel sistema judicial israelià en defensa dels palestins acusats de terrorisme.

Advocate és una pel·lícula documental israeliana del 2019, dirigida per Rachel Leah Jones i Philippe Bellaïche. L'obra es va estrenar al Festival de Sundance del 2019 i va ser premiada al Festival de Documentals de Tessalònica, al Festival de Cinema de Cracòvia, al Festival Internacional de Cinema de Hong Kong i al Docaviv. També va guanyar l'Emmy al millor documental. S'ha subtitulat al català.